# ثاناسيس باباجورجيو
ثاناسيس باباجورجيو هو لاعب كرة قدم يوناني في مركز ظهير ‏، ولد في 9 مايو 1987 في لاريسا في اليونان. شارك مع منتخب اليونان تحت 19 سنة لكرة القدم. أما مع النوادي، فقد لعب مع إثنيكوس ونادي أتروميتوس ونادي لاريسا.

## وصلات خارجية
- ثاناسيس باباجورجيو على موقع قاعدة بيانات كرة القدم.إي يو (الإنجليزية)
- ثاناسيس باباجورجيو على موقع Soccerway.com (الإنجليزية)